# Salvelinus fontinalis
La trucha de manantial, trucha de arroyo o salvelino (Salvelinus fontinalis) es una especie de pez de la familia Salmonidae. Es originaria de Norteamérica. El nombre de trucha puede llevar a confusión, ya que se trata de un salvelino, del subgrupo salmoninae. Es una especie que ofrece grandes dificultades en la adaptación, por las diferencias de pH del agua, la temperatura del agua, debe de estar entre los 13 °C y 18 °C, logra soportar algunos grados más, pero a los 25 °C muere. La coloración de su piel es muy llamativa, tiene pintas rojas, amarillas y azuladas, con su panza color blanco y el lomo color oscuro. Se alimenta de insectos, crustáceos y moluscos y de alevines.
Llega a obtener un peso máximo de 4 kg, es muy apreciada por el color de su carne y habita en lagos, lagunas, ríos y arroyos del sur de Argentina. La coloración de su carne es rojiza.
El término fontinalis, viene del latín y significa que vive en el manantial.
La trucha de manantial es el pez emblema del estado estadounidense de Virginia Occidental, y fue introducida en Argentina, sembrada por primera vez en los lagos Nahuel Huapi, Gutiérrez y Espejo. 
Fue introducida en España a finales del siglo XIX, siendo abundante en los Pirineos. Está presente también en Andorra.

## Carácter invasor en España
Debido a su potencial colonizador y constituir una amenaza grave para las especies autóctonas, los hábitats o los ecosistemas, esta especie ha sido incluida en el Catálogo Español de Especies Exóticas Invasoras, aprobado por Real Decreto 630/2013, de 2 de agosto, estando prohibida en España su introducción en el medio natural, posesión, transporte, tráfico y comercio.